# Митридат IV (Понт)
Митридат IV Филопатор и Филаделф (на гръцки: Mιθριδάτης ὁ Φιλoπάτωρ καὶ Φιλάδελφoς) е шести цар на Понтийското царство и син на Митридат III.

## Управление
Датата на качването му на трона е неизвестна. Първите данни за него са, че като владетел през 154 пр.н.е. изпраща допълнителни сили да помогнат на цар Атал II от Пергамон, който воюва срещу Прусий II, цар на Витиня. Това е важно събитие, което дава старт на една политика на приятелство между Понт и Рим – приятелство, което ще продължи до качването на трона на цар Митридат VI Евпатор.
Единственото друго споменаване на Митридат IV е 25 години по-рано (179 пр.н.е.): името му се споменава заедно с това на брат му Фарнак I при сключването на мирния договор между Фарнак и цар Евмен II, което според историците предполага за поделяне на властта между двамата братя.